# Ziegra (Döbeln)

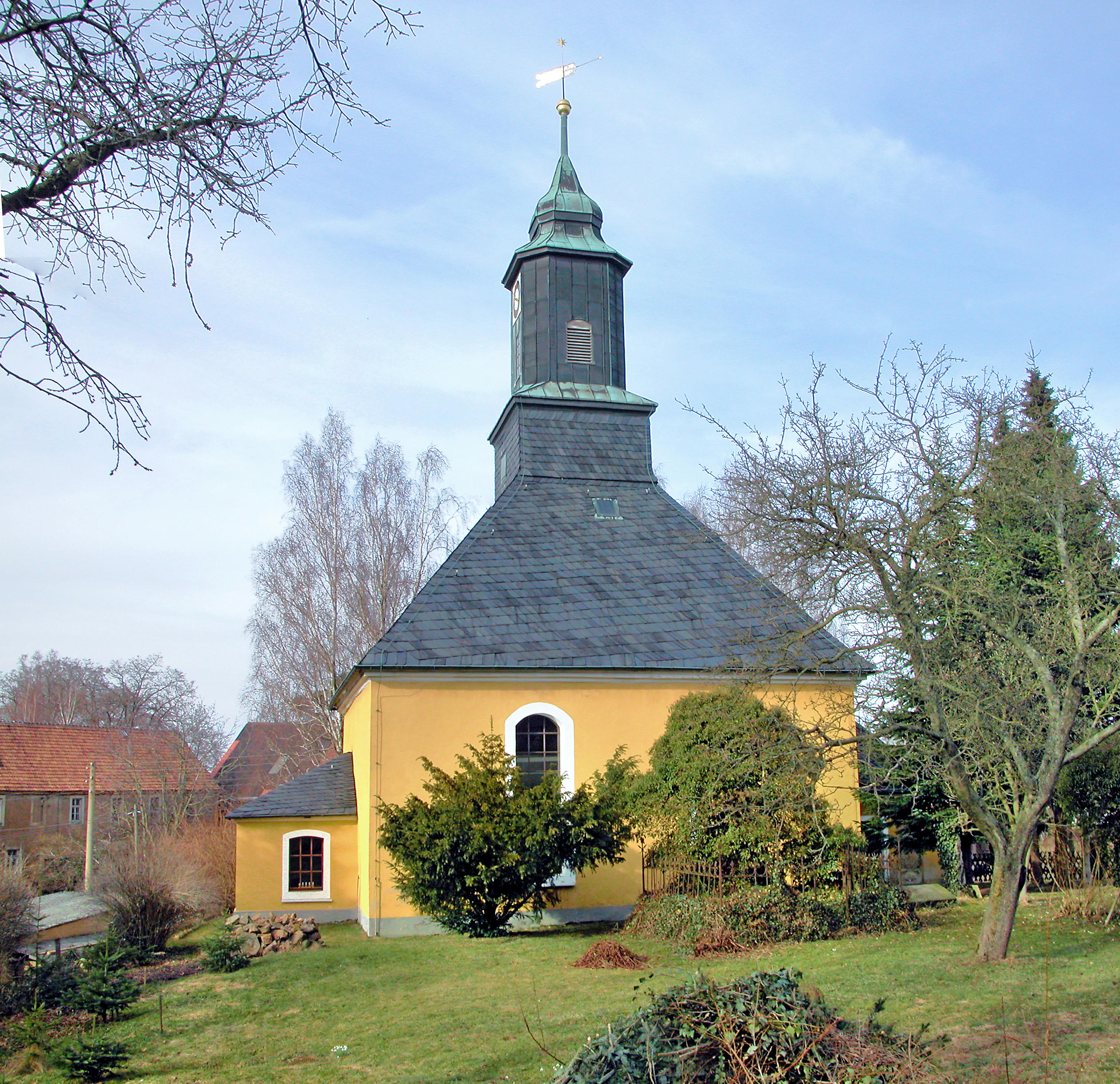
Dorfkirche Ziegra

Ziegra ist ein Ortsteil von Döbeln im sächsischen Landkreis Mittelsachsen. Sie gehörte früher zur Verwaltungsgemeinschaft Waldheim. Der Sitz der Gemeindeverwaltung befand sich im Ortsteil Ziegra. Die Gemeinde wurde am 1. Januar 1994 durch den Zusammenschluss der damals selbständigen Gemeinden Gebersbach-Knobelsdorf und Ziegra neu gebildet.

## Geographie
Der Ort liegt etwa 5 km südwestlich der Stadt Döbeln und 5 km nördlich von Waldheim oberhalb des Tales der Zschopau.

## Persönlichkeiten
- Jonathan August Weichert (1788–1844), deutscher Altphilologe und Pädagoge, 20 Jahre Rektor der Fürstenschule Grimma
- Hermann Gruhl (1834–1903), Bergbauunternehmer

## Belege
1. ↑  Freistaat Sachsen – Statistisches Landesamt – Kleinräumiges Gemeindeblatt. (PDF; 983 KB) S. 5, abgerufen am 5. September 2024.
2. ↑  Ziegra – HOV | ISGV. Abgerufen am 19. August 2023.